# Roodbroekdwergvalk
De roodbroekdwergvalk (Microhierax caerulescens) is een vogel uit het geslacht van de dwergvalken met een lengte van 15 tot 18 cm. De wetenschappelijke naam van de soort werd als Falco caerulescens in 1758 gepubliceerd door Carl Linnaeus. Hij komt voor in het Oriëntaals gebied.

## Gedrag
De roodbroekdwergvalk leeft in bossen, waar hij open plekken opzoekt om te jagen. In zijn leefgebied moeten dode of alleenstaande bomen zijn die als uitkijkpunt dienen. De soort voedt zich vooral met insecten, in de eerste plaats vlinders, maar ook libellen, sprinkhanen en kevers. Vanaf een uitkijkpunt verschalkt hij zijn prooi met een snelle uitval, vaak in de lucht, maar soms ook op de grond.

## Voortplanting
De soort nestelt in holtes in bomen. Het legsel bestaat uit vier eieren, die door beide ouders worden uitgebroed. Het komt soms voor dat meerdere vogels voor de jongen zorgen (coöperatief broeden).

## Verspreiding
De roodbroekdwergvalk komt voor van de oostelijke Himalaya tot Zuidoost-Azië en telt twee ondersoorten:
- M. c. caerulescens: noordelijk India en Nepal.
- M. c. burmanicus Swann, 1920: van Myanmar tot Indochina.

## Status
De grootte van de populatie wordt geschat op enkele tienduizenden vogels. Op de Rode lijst van de IUCN heeft deze soort de status niet bedreigd.